# Soymida
Soymida é um género botânico pertencente à família Meliaceae.

## Espécies
1. ↑  «SoymiSoymida — World Flora Online». www.worldfloraonline.org. Consultado em 19 de agosto de 2020